# Мартинес Саррион, Антонио
Антонио Мартинес Саррион (исп. Antonio Martínez Sarrión; 1 февраля 1939, Альбасете — 14 сентября 2021) — испанский поэт, прозаик, переводчик.

## Биография
Учился праву в Альбасете и Мурсии. В 1963 переехал в Мадрид, занимал ряд административных должностей. Увлекался джазом, что нашло выражение и в его поэзии. Дебютную книгу стихов выпустил в 1967 г. В 1974—1976 гг. был одним из редакторов международного журнала поэзии La Ilustración Poética Española e Iberoamericana (вышло 12 номеров). Выступал на телевидении.

## Творчество
Принадлежал к старшему поколению группы новейших поэтов. Его лирика отличается сюрреалистической интенсивностью образов. Автор мемуаров и дневников, привлекших внимание публики и критики. Переводчик Шамфора, Гюго, Мюссе, Бодлера, Рембо, Гюисманса, Лейриса, Жене, Жакоте и др.

## Книги

### Поэзия
- Teatro de operaciones (1967)
- Pautas para conjurados (1970)
- Una tromba mortal para los balleneros (1975)
- Horizonte desde la rada (1983)
- Sequías (1983)
- De acedía (1986)
- Ejercicio sobre Rilke (1988)
- Cantil (1995, поэма; переизд. 2005)
- Cordura (1999)
- Poeta en diwan (2004)

### Эссеистика и другая проза
- Diario austral (1987)
- La cera que arde (1990)
- Infancia y corrupciones: Memorias I (1993, мемуары, том 1).
- Cargar la suerte — Diarios 1968—1992 (1994, дневники)
- Una juventud — Memorias II (1996, мемуары, том 2)
- Murcia: un perfil (1999)
- Esquirlas — Dietario 1993—1999 (2000, дневники)
- Jazz y días de lluvia — Memorias III (2002, мемуары, том 3)